# Altstadt (Prichsenstadt)

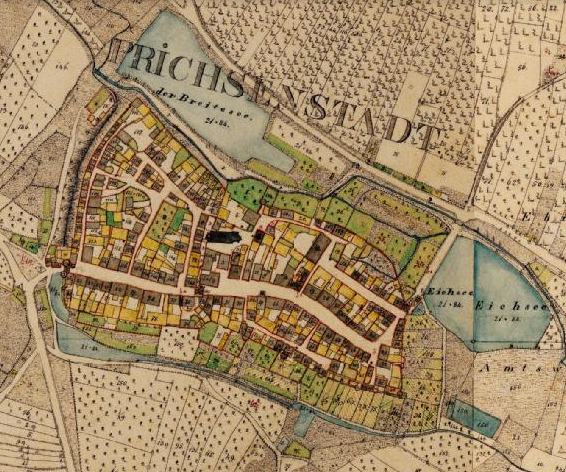
Die Prichsenstädter Altstadt auf dem Urkataster aus der ersten Hälfte des 19. Jahrhunderts

Die mittelalterliche Altstadt des unterfränkischen Prichsenstadt ist ein historischer Siedlungskern der Stadt. Sie ist heute gleichbedeutend mit dem Ensemble Altstadt Prichsenstadt, das in der Ummauerung des 14. Jahrhunderts als Bau- und Bodendenkmal unter Schutz gestellt wurde.

## Geografische Lage
Prichsenstadt liegt im Steigerwaldvorland von Neuses, das mit seinen kleinen Hügeln zwischen Main und Steigerwald vermittelt. Die Altstadt selbst ist in einem flachen Tal zu finden. Die Landschaft ist sehr rural geprägt und die Lage der Stadt Prichsenstadt ohne Anbindung an eine wichtige Altstraße lässt auf die individuelle Förderung der Siedlung durch die Obrigkeit schließen. Die Altstadt ist auch heute noch kaum umbaut. Lediglich im Westen und Südwesten finden sich die Neubaugebiete um die Hindenburgstraße und der Prichsenstädter Friedhof. Die Staatsstraße 2260 führt an der Prichsenstädter Altstadt vorbei.
Die Prichsenstädter Altstadt weist eine bauliche Zweiteilung auf, die auch durch die Ummauerung verdeutlicht wird. Im Osten ist der ältere Teil der Stadt zu finden („Innenstadt“). Hier stehen auch die herrschaftlichen Bauten wie Kirche und Freihof. Die eigentliche Ansiedlung im Westen, teilweise als „Vorstadt“ bezeichnet, wurde erst später ummauert, was durch den Stadtturm in der heutigen Mitte Prichsenstadts verdeutlicht wird. Das Ensemble Altstadt umfasst die Stadt innerhalb ihrer Befestigung und auch den Weihergürtel im Norden und Süden, der den Stadtgraben mit Wasser versorgte.

## Geschichte

### Briesendorf
Die Geschichte der Prichsenstädter Altstadt ist eng mit dem Haus Luxemburg verbunden, das im Spätmittelalter versuchte seine Herrschaftsgebiete auszuweiten. Erstmals erwähnt wurde „Briesendorf“ als Dorf im Jahr 1258. Die Ansiedlung umfasste wohl einige Häuser im heutigen Westteil der Stadt und ein Gotteshaus weiter im Osten. Daneben war wohl ein befestigter Ansitz zu finden, der von den Grafen zu Castell an verschiedene Ministerialen vergeben wurde.
Das Dorf erfuhr eine Aufwertung durch König Karl IV. aus der Familie der Luxemburger, der die Siedlung 1366 erwarb. Karl wollte die beiden Zentren seiner Herrschaft im heutigen Luxemburg und in Böhmen miteinander verbinden und richtete deshalb eine Art Landbrücke ein, die auch durch Mainfranken führte. Briesendorf lag in Reichweite der Geleitstraße zwischen Nürnberg und Frankfurt und Karl konnte mit der kleinen Burg im Ort die wichtige Fernverkehrsstrecke überwachen. Für die Förderung war allerdings auch die Nähe zur Reichsstadt Schweinfurt ausschlaggebend.

### Förderung und Stadterhebung
Im Jahr 1367 wurde Prichsenstadt mit Stadtrechten ausgestattet. In den folgenden Jahren und Jahrzehnten entstanden Befestigungen um das Rathaus und den Kirchhof. Die Burg wurde zu einem Amtssitz umgestaltet und Prichsenstadt erhielt dank des Verwaltungsbezirks zentralen Charakter. Der ältere Teil der Siedlung mit der Wohnbebauung blieb zunächst noch außerhalb der Mauern und entwickelte sich zu einer Vorstadt. Erst durch die Gründung eines Spitals bezog man auch diesen Teil in die Befestigungsanlagen mit ein.

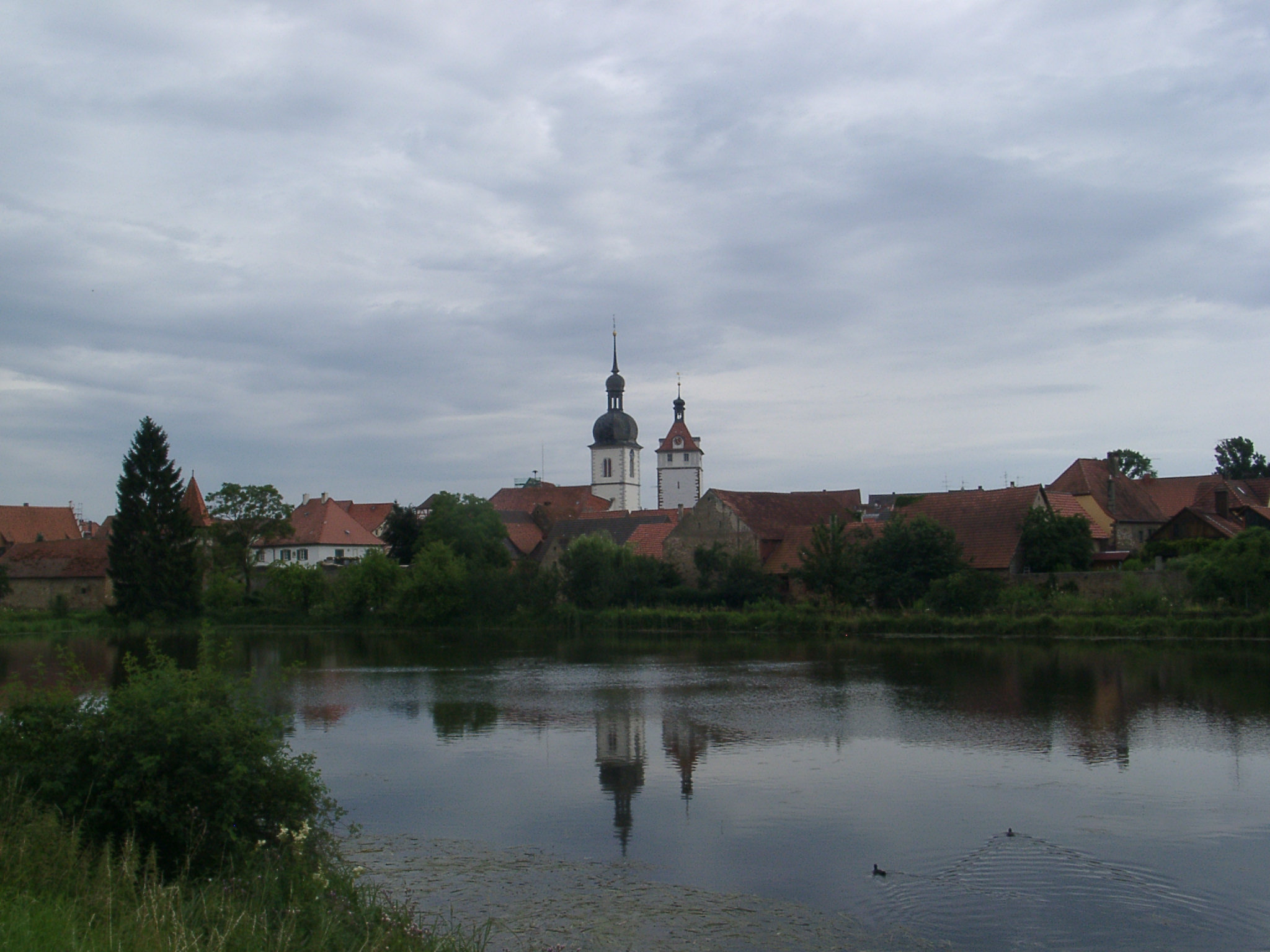
Die Stadt ist von Seen umgeben, die ursprünglich dem Stadtgraben Wasser lieferten

Zu Beginn des 15. Jahrhunderts gelangten die Burggrafen von Nürnberg in den Besitz Prichsenstadts. Die Stadt lag allerdings mitten im Gebiet des Fürstbischofs von Würzburg, der eine Enklave der späteren Markgrafen von Ansbach hier nicht akzeptieren konnte. Deshalb wurde Prichsenstadt 1462 belagert, erobert und die Befestigungen weitgehend geschleift. Zugleich plünderten die Würzburger Truppen auch das benachbarte Kleinschönbach, das sich von diesem Angriff nie wieder erholen konnte.
Die Befestigungen wurden in der Folgezeit nach dem alten Grundriss wieder aufgebaut. Die Bewohner von Kleinschönbach verstärkten die Bewohnerschaft von Prichsenstadt und siedelten sich in der westlichen Stadt an. Die ehemalige Vorstadt war landwirtschaftlichen Betrieben vorbehalten, was sich in den Gestaltungen der Baulichkeiten ebenso niederschlug, wie in den weniger ausgeprägten Formen der Stadtbefestigung. So bestanden hier keine Türme. Die Kleinschönbacher wollten von ihrem neuen Wohnort aus, weiterhin ihre Felder bewirtschaften.
Die Stadt veränderte ihre Grundform nun nicht mehr umfassend. Bereits im 16. Jahrhundert wurde die Hauptstraße, die zugleich als Straßenmarkt genutzt wurde, gepflastert. Im Dreißigjährigen Krieg litt die inzwischen lutherisch gewordene Stadt ganz besonders unter den ständigen Durchzügen kaiserlicher Soldaten. Der Wiederaufbau nach 1648 kam auch nur schleppend voran und dauerte insgesamt über einhundert Jahre.

### Niedergang und Tourismus
Im Dreißigjährigen Krieg kamen neue Geschützarten auf, für die die mittelalterlichen Befestigungen keine Hindernisse mehr darstellten. Deshalb verloren die Sicherungsanlagen im Laufe des 17. Jahrhunderts an Bedeutung und wurden vernachlässigt. Allerdings machte die Lage der evangelischen Stadt mitten in katholischem Gebiet weiterhin eine Sicherung notwendig, sodass die Stadtbefestigung sich noch heute weitgehend erhalten hat.
Hierzu trug auch der schleichende Bedeutungsverlust Prichsenstadts bei, der mit der Mediatisierung und der Verlagerung jeglicher zentralörtlicher Institutionen insbesondere ins benachbarte Wiesentheid zu Beginn des 19. Jahrhunderts einen Höhepunkt erreichte. Die Stadt wuchs in dieser Zeit auch nicht über den Mauerring heraus. Lediglich gegenüber dem Friedhof, der im 16. Jahrhundert aus der Stadt heraus verlegt worden war, entstanden einzelne Baulichkeiten. 
Ähnlich wie in den anderen Städten der Umgebung verlor der Graben im Laufe des 19. Jahrhunderts seine Bedeutung. Er wurde trockengelegt, vermessen und schließlich an die Bewohner Prichsenstadts verteilt. Hier entstanden die sogenannten Grabengärten, die sich noch heute teilweise erhalten haben. Anders als bei den stärker wachsenden Gemeinden im Umland blieben aber weite Teile der Grabenseen insbesondere im Norden der Stadt erhalten, unter anderem der Breite See.
Im Bereich der östlichen Altstadt richtete sich die jüdische Gemeinde im Jahr 1835 eine Synagoge ein. Die Juden lebten bereits seit dem 14. Jahrhundert in Prichsenstadt, allerdings gelang es ihnen erst im 19. Jahrhundert, bürgerliche Rechte zu erwerben. Die Gemeinde bestand im Jahr 1933 noch aus insgesamt 53 Mitgliedern, die zumeist während der nationalsozialistischen Diktatur ermordet wurden. Zeitweise richtete man im Freihof ein sogenanntes Judenhaus ein.
Im 20. Jahrhundert förderte die Gemeinde den Tourismus in der Altstadt, verzichtete aber auf den touristischen Ausverkauf Prichsenstadts. Die Altstadt blieb weitgehend freistehend und wurde nicht von den nun im Westen entstehenden Neubaugebieten umschlossen. Deshalb sind die historischen Strukturen an der „Zwergstadt“ Prichsenstadt noch gut ablesbar. Im 20. Jahrhundert erhielten die ursprünglich unbenannten Straßen auch ihre heutigen Namen. Im 21. Jahrhundert begann man mit der Verlegung von Stolpersteinen, die an die ermordeten Mitbürger jüdischen Glaubens erinnern sollten.

## Straßen und Plätze
Die Prichsenstädter Altstadt wird von mehreren in Ost-West-Richtung verlaufenden Straßenzügen gebildet. Das Rückgrat der Anlage bildet die ehemalige Markt-Straße, die erst im 20. Jahrhundert ihren heutigen Namen erhielt (zuvor umfasste das Stadtgebiet 134 Hausnummern). Sie läuft im westlichen Teil der Stadt als Luitpoldstraße. Im Ostteil, getrennt durch den alles überragenden Stadtturm, bildet sie einen schmalen Platz, der nach dem Stadtgründer Karl IV. benannt wurde. Weiter östlich erhielt die Straße den Namen Schulinstraße, der auf den aus Prichsenstadt stammenden dänischen Außenminister Johann Sigismund Schulin verweist. Sie hieß noch in den 1990er Jahren Hauptstraße. Folgende Straßen bilden heute die Prichsenstädter Altstadt:
| (Westen) - Gerbergasse - Luitpoldstraße - Mühlgasse - Schmiedgasse - Spitalgasse |  | (Osten) - Badgasse - Freihofgasse - Karlsplatz - Kirchgasse - Schloßgasse |  | - Schulinstraße - Turmgasse |  |

### „Innenstadt“
Wichtigste Straße und zugleich Straßenmarkt waren der lange Zeit unbenannte Karlsplatz und seine Verlängerung, die Schulinstraße. Die Straße beginnt auf der Ostseite des hohen Stadtturmes, der die ehemalige Vorstadt von der inneren Stadt trennt. Am Karlsplatz ist noch heute das, allerdings zurückversetzt errichtete, Rathaus der Stadt zu finden, das nach dem Dreißigjährigen Krieg an dieser Stelle neu erbaut wurde. Neben dem Rathaus war die öffentliche Waage zu finden.
Um das Rathaus gruppierten sich die wichtigeren Verwaltungsgebäude. So entstand unmittelbar am Karlsplatz das Haus der Stadtschreiberei, dahinter war das Zeughaus als städtische Waffenkammer zu finden. Entlang der Schulinstraße reihten sich bedeutende Gewerbebetriebe, die die Stadt von ihrem ländlichen Umland unterschieden. Ebenso entstanden hier Gasthöfe und Wirtshäuser. Als bedeutende Einrichtung dieser Art kann das Wirtshaus Zum Stern im ehemaligen Haus Nr. 14 gelten.
Der Norden der inneren Stadt bildete die Urzelle der Stadtneugründung. Hier entwickelten sich größere Grundstücke, die landwirtschaftliche Betriebe aufnehmen konnten. Sein heutiges Aussehen erhielt der Stadtteil im 18. Jahrhundert. Das Schloss verlor seinen Amtssitz und wurde schließlich ganz niedergerissen. Die Bürger bebauten in der Folgezeit auch den ehemaligen Schlossgraben und das Areal der aufgegebenen Befestigung. Im Süden der Stadt war dagegen das öffentliche Badhaus zu finden.

### „Vorstadt“
Die Vorstadt wurde von den ehemaligen Kleinschönbacher Bauern bewohnt und von der heutigen Luitpoldstraße dominiert, die auf der Westseite des Stadtturms endet. Nach der Reformation gelangten noch mehrere Exulanten aus dem hochstiftischen Amt Gerolzhofen hierher. Die Grundstücke waren kleiner und die Häuser weniger repräsentativ als auf der Ostseite. Durch das Anwachsen der Bevölkerung teilte man die Parzellen neuerlich und insbesondere die Geschäftshäuser entlang der Hauptstraße verzichteten auf angebaute Höfe und Scheunen.
Das nördliche Areal der Vorstadt wurde vom Spitalhof St. Sixt dominiert. Das Spital geht auf eine bürgerliche Stiftung des 15. Jahrhunderts zurück und sollte Fremden in der Stadt Herberge und Unterkunft bieten. Später wandelte man das Spital zu einer Pfründnerstiftung für alte Prichsenstädter Bürger um. Das Spital war ursprünglich mit einer Kapelle ausgestattet, die allerdings im Zuge der Reformation abgerissen wurde.

## Bedeutende Baudenkmäler
In der Prichsenstädter Altstadt haben sich Häuser aus allen Jahrhunderten seit dem Mittelalter erhalten. Prichsenstadt wurde in der Fachliteratur häufig als Beispiel herangezogen, wenn es um die Ausbildung der typisch fränkischen Haustypen ging. Daneben dominieren allerdings auch die herrschaftlichen Gebäude und die Einrichtungen der Bürgergemeinde die Stadt. Diese Repräsentationsbauten sind vor allem in der inneren Stadt zu finden. Viele Baulichkeiten wurden als Baudenkmal eingeordnet.

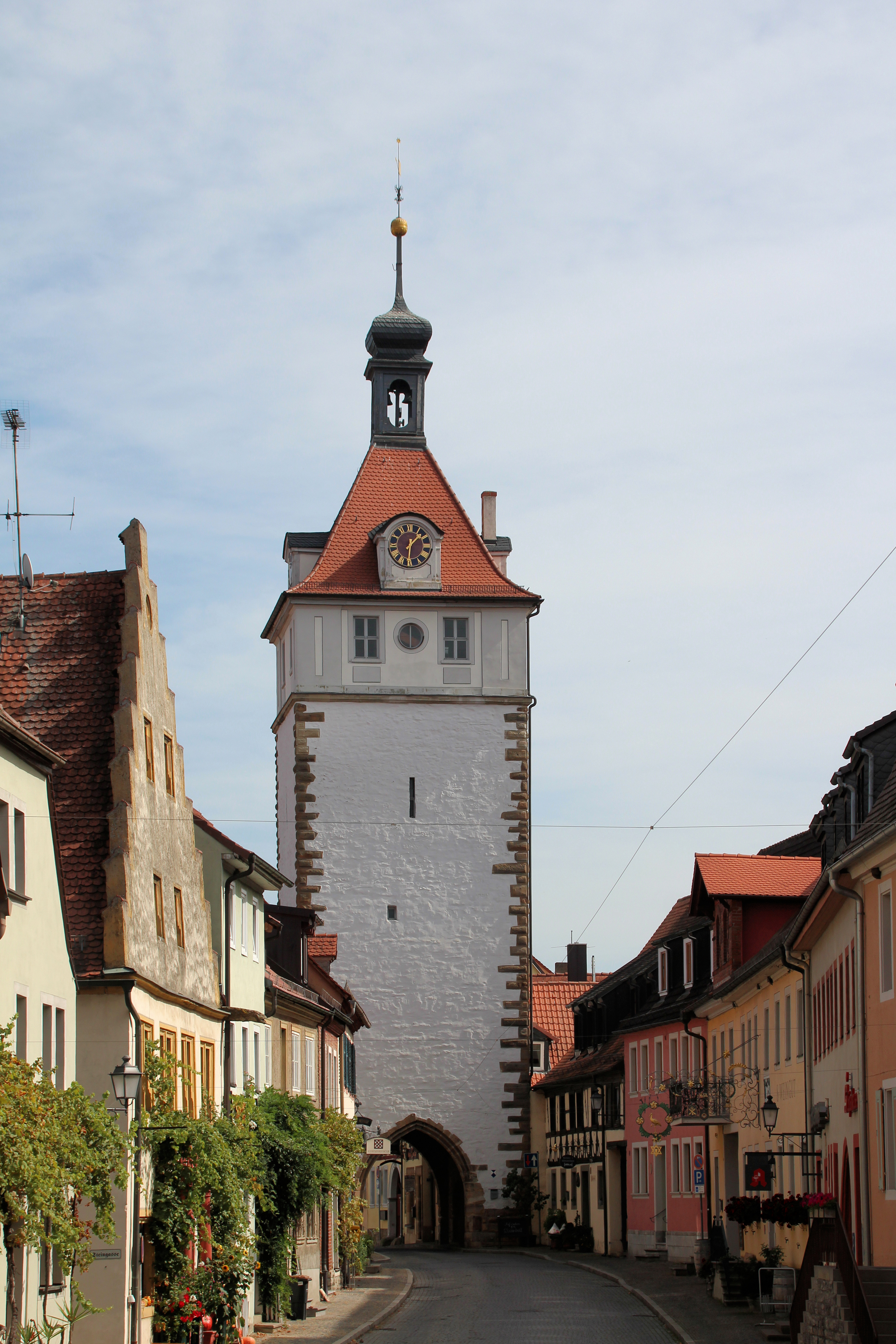
Der Stadtturm von Westen

Als bedeutendes Baudenkmal der Stadt kann die evangelisch-lutherische Stadtkirche St. Sixtus gelten. Obwohl sie bereits im 14. Jahrhundert erstmals erwähnt wurde, geht ihr heutiges Erscheinungsbild auf die Umgestaltung zur Saalkirche nach der Reformation zurück. Der Turm des Gotteshauses, der an die ehemalige Ummauerung im Stadtinneren stößt, übernahm lange Zeit auch die Funktionen eines Aussichtspunktes. Im Inneren brachte man mit der Einheit aus Altar und Orgel viele Elemente des Markgrafenstils an. → siehe auch: Evangelische Kirche (Prichsenstadt)
Den letzten Überrest des herrschaftlichen Schlosses in Prichsenstadt bildet im Nordosten der Siedlung der sogenannte Freihof. Das wohl älteste Haus der Stadt war der Bauhof des Schlosses, in dem Baustoffe für die Schlossrenovierung gesammelt wurde. Der Freihof präsentiert sich als repräsentativer zweigeschossiger Satteldachbau mit Stufengiebel. Das Portal und die benachbarte Hofeinfahrt in der Schloßgasse wurden bossiert und mit einem Wappen der Markgrafen von Brandenburg-Ansbach verziert. → siehe auch: Freihof (Prichsenstadt)
Wesentlich unspektakulärer präsentiert sich das Rathaus der Gemeinde. Es entstand in den 1680er Jahren und unterscheidet sich von den meisten Baulichkeiten in der inneren Stadt nur durch seine Höhe von drei Geschossen. Es wurde als giebelständiger Satteldachbau zurückversetzt vom Karlsplatz errichtet. Die Obergeschosse wurden mit Zierfachwerk ausgestattet. Im 20. Jahrhundert erhielt das Rathaus einen modernen Anbau, der sich harmonisch in die gewachsene Stadt einpasst.
Weitere, bürgerliche Bauten reihen sich insbesondere an den jeweiligen Hauptstraßen der inneren Stadt und ihrer Vorstadt. So ist in der Luitpoldstraße 12 ein besonders eindrucksvoller Renaissance-Bau mit Giebeln und einem repräsentativen Portal zu finden. Auf der Hofseite wurde dieses Haus mit einem Laubengang verziert. Häufiger sind die mächtigen Fachwerkbauten, die beispielsweise in der Luitpoldstraße 16, der Schulinstraße 7 und 19, sowie am Karlsplatz 12 zu finden sind. → siehe auch: Luitpoldstraße 12 (Prichsenstadt), Luitpoldstraße 16 (Prichsenstadt), Schulinstraße 7 (Prichsenstadt) und Schulinstraße 19 (Prichsenstadt)
Umgeben wird das Ensemble Altstadt Prichsenstadt von der weitgehend erhaltenen Stadtbefestigung. Einziges repräsentatives Element in der ehemaligen Vorstadt ist das sogenannte Obere oder westliche Vorstadttor. Die spitzbogige Durchfahrt wird von zwei Rundtürmen mit Spitzhelmen flankiert. Der Stadtturm bildet dagegen den Mittelpunkt der inneren Befestigung. Er wurde im 18. Jahrhundert durch den Baumeister Johann David Steingruber um ein Geschoss aufgestockt.